# 28. prosinca
28. prosinca (28. 12.) 362. je dan godine po gregorijanskom kalendaru (363. u prijestupnoj godini).
Do kraja godine ima još 3 dana.

## Događaji
- 418. – Papa Bonifacije I. stupio na dužnost.
- 893. – Potres uništio antički grad Dvin.
- 1846. – Iowa postala 29-ta savezna država SAD-a
- 1895. – Braća Lumière prikazala su prvi film u kafiću "Boulevard des Capucines", tako napravivši premijeru kinematografa.
- 1897. – Charles i Emile Path osnovali su u Parizu "Pate Cinema", prvi tvrtku na svijetu za proizvodnju filmova. Ova pariška tvrtka ubrzo je zavladala međunarodnim tržištem pokretnih slika.
- 1908. – Potres u Messini na Siciliji (Italija), odnio 75 000 žrtava.
- 1920. – Krvavo ugušena rudarska pobuna u BiH, Husinska buna.
- 1942. – Japansko zrakoplovstvo je bombardiralo indijski grad Kalkutu.
- 1974. – U Bangladešu je vlada uvela izvanredno stanje u zemlji koje je dopuštalo premijeru Mujibu Rahmanu gotovo neograničenu političku moć.
- 1981. – rođena je prva američka "beba iz epruvete", u Norfloku (SAD).
- 2007. – Ukinuta monarhija u Nepalu, koji je postao savezna demokratska republika.
- 2014. – Indonesia AirAsia Flight 8501 se zbog loših vremenskih uvjeta srušio u Javansko more. Poginulo je 155 putnika i sedam članova posade.
- 2020. – Dva snažna potresa pogodila su Sisak i Petrinju

| - 1856. – Thomas Woodrow Wilson, američki političar, predsjednik i nobelovac, jedan od najvećih mirotvoraca i čovjek koji je uvelike doprinio razvoju demokracije u svijetu († 1924.) - 1863. – Milena Mrazović, hrvatska novinarka († 1927.) - 1870. – Džemaludin Čaušević, hrvatski imam i prevoditelj Kurana († 1938.) - 1872. – Pío Baroja, španjolski književnik († 1959.) - 1899. – Miroslav Feldman, hrvatski književnik († 1976.) - 1925. – Hildegard Knef, njemačka glumica, pjevačica, pjesnikinja i književnica († 2002.) - 1954. – Denzel Washington, američki glumac - 1965. – Mladen Vukšić, hrvatski franjevac, kotorski biskup - 1980. – Mislav Čavajda, hrvatski glumac - 1986. – Ana Jelušić, hrvatska skijašica - 1988. – Elfyn Evans, britanski reli vozač | - 1622. – Sveti Franjo Saleški, švicarski biskup, mistik, svetac i crkveni naučitelj (* 1567.) - 1650. – Bartol Kašić, hrvatski pisac i jezikoslovac (* 1575.) - 1703. – Mustafa II., turski sultan (* 1664.) - 1706. – Pierre Bayle, francuski filozof (* 1647.) - 1903. – George Gissing, engleski književnik (* 1857.) - 1923. – Gustave Eiffel, francuski inženjer, konstruktor Eiffelova tornja u Parizu. - 1925. – Sergej Aleksandrovič Jesenjin, ruski pjesnik (* 1895.) - 1937. – Maurice Ravel, francuski skladatelj (* 1875.) - 1959. – Ante Pavelić, hrvatski ustaški političar i posljednji poglavnik (premijer) NDH (* 1889.) - 1963. – Paul Hindemith, njemački skladatelj (* 1895.) - 1986. – Andrej Tarkovski, ruski redatelj (* 1932.) - 2004. – Noni Žunec, slovenski operni i koncertni pjevač (* 1921.) |

## Blagdani i spomendani
- Nevina dječica (katoličanstvo)
- Sveta obitelj (katoličanstvo) (2008.)

## Imendani
- Mladen
- Mladena
- Mladenka
- Neven
- Nevenka